# Hamushia
Hamushia is een geslacht van kevers uit de familie bladkevers (Chrysomelidae).
De wetenschappelijke naam van het geslacht werd in 1956 gepubliceerd door Chûjô.

## Soorten
- Hamushia eburata (Harold, 1879)
- Hamushia konishii Chujo, 1956